# Miyuki Maeda
Miyuki Maeda (jap. 前田 美順 Maeda Miyuki; ur. 14 października 1985 w Kirishimie) – japońska badmintonistka, brązowa medalistka Mistrzostw Świata 2011 w grze podwójnej, olimpijka z Pekinu i Londynu.